# 趙宗
赵宗（1474年—？），字景绍，長陵衛軍籍山西交城县人，明朝政治人物。

## 生平
順天府鄉試第六十五名舉人。弘治十二年（1499年）中式己未科會試第一百五十二名，三甲第十三名進士。授献县知县，正德四年（1509年）五月选授浙江道试監察御史，七年巡按直隶，十年四月考察降调。

## 家族
曾祖趙全；祖趙友；父趙玉，義官。母陈氏。具庆下。兄宣、宽、完。